# Marele Premiu al Marii Britanii din 2021
Marele Premiu al Marii Britanii din 2021 (cunoscut oficial ca Formula 1 Pirelli British Grand Prix 2021) a fost o cursă de Formula 1 care s-a desfășurat între 16 și 18 iulie 2021 la Silverstone, Marea Britanie. Cursa a fost cea de-a zecea etapă a Campionatului Mondial de Formula 1 din 2021.

## Calificări
| Poz.                  | Nr. | Pilot              | Constructor               | Timpi calificări | Timpi calificări | Timpi calificări | Grila sprint |
| Poz.                  | Nr. | Pilot              | Constructor               | Q1               | Q2               | Q3               | Grila sprint |
| --------------------- | --- | ------------------ | ------------------------- | ---------------- | ---------------- | ---------------- | ------------ |
| 1                     | 44  | Lewis Hamilton     | Mercedes                  | 1:26,786         | 1:26,023         | 1:26,134         | 1            |
| 2                     | 33  | Max Verstappen     | Red Bull Racing-Honda     | 1:26,751         | 1:26,315         | 1:26,209         | 2            |
| 3                     | 77  | Valtteri Bottas    | Mercedes                  | 1:27,487         | 1:26,764         | 1:26,238         | 3            |
| 4                     | 16  | Charles Leclerc    | Ferrari                   | 1:27,051         | 1:26,919         | 1:26,828         | 4            |
| 5                     | 11  | Sergio Pérez       | Red Bull Racing-Honda     | 1:27,121         | 1:27,073         | 1:26,844         | 5            |
| 6                     | 4   | Lando Norris       | McLaren-Mercedes          | 1:27,444         | 1:27,220         | 1:26,897         | 6            |
| 7                     | 3   | Daniel Ricciardo   | McLaren-Mercedes          | 1:27,323         | 1:27,125         | 1:26,899         | 7            |
| 8                     | 63  | George Russell     | Williams-Mercedes         | 1:27,671         | 1:27,080         | 1:26,971         | 8            |
| 9                     | 55  | Carlos Sainz Jr.   | Ferrari                   | 1:27,337         | 1:26,848         | 1:27,007         | 9            |
| 10                    | 5   | Sebastian Vettel   | Aston Martin-Mercedes     | 1:27,493         | 1:27,103         | 1:27,179         | 10           |
| 11                    | 14  | Fernando Alonso    | Alpine-Renault            | 1:27,580         | 1:27,245         | N/A              | 11           |
| 12                    | 10  | Pierre Gasly       | AlphaTauri-Honda          | 1:27,600         | 1:27,273         | N/A              | 12           |
| 13                    | 31  | Esteban Ocon       | Alpine-Renault            | 1:27,451         | 1:27,340         | N/A              | 13           |
| 14                    | 99  | Antonio Giovinazzi | Alfa Romeo Racing-Ferrari | 1:27,595         | 1:27,617         | N/A              | 14           |
| 15                    | 18  | Lance Stroll       | Aston Martin-Mercedes     | 1:28,017         | 1:27,665         | N/A              | 15           |
| 16                    | 22  | Yuki Tsunoda       | AlphaTauri-Honda          | 1:28,043         | N/A              | N/A              | 16           |
| 17                    | 7   | Kimi Räikkönen     | Alfa Romeo Racing-Ferrari | 1:28,062         | N/A              | N/A              | 17           |
| 18                    | 6   | Nicholas Latifi    | Williams-Mercedes         | 1:28,254         | N/A              | N/A              | 18           |
| 19                    | 47  | Mick Schumacher    | Haas-Ferrari              | 1:28,738         | N/A              | N/A              | 19           |
| 20                    | 9   | Nikita Mazepin     | Haas-Ferrari              | 1:29,9051        | N/A              | N/A              | 20           |
| Regula 107%: 1:32,823 |     |                    |                           |                  |                  |                  |              |
| Sursa:                |     |                    |                           |                  |                  |                  |              |

## Sprint
| Poz.                                                               | Nr. | Pilot              | Constructor               | Tururi | Timp/Retras | Grilă | Puncte | Grila finală |
| ------------------------------------------------------------------ | --- | ------------------ | ------------------------- | ------ | ----------- | ----- | ------ | ------------ |
| 1                                                                  | 33  | Max Verstappen     | Red Bull Racing-Honda     | 17     | 25:38,426   | 2     | 3      | 1            |
| 2                                                                  | 44  | Lewis Hamilton     | Mercedes                  | 17     | +1,430      | 1     | 2      | 2            |
| 3                                                                  | 77  | Valtteri Bottas    | Mercedes                  | 17     | +7,502      | 3     | 1      | 3            |
| 4                                                                  | 16  | Charles Leclerc    | Ferrari                   | 17     | +11,278     | 4     |        | 4            |
| 5                                                                  | 4   | Lando Norris       | McLaren-Mercedes          | 17     | +24,111     | 6     |        | 5            |
| 6                                                                  | 3   | Daniel Ricciardo   | McLaren-Mercedes          | 17     | +30,959     | 7     |        | 6            |
| 7                                                                  | 14  | Fernando Alonso    | Alpine-Renault            | 17     | +43,527     | 11    |        | 7            |
| 8                                                                  | 5   | Sebastian Vettel   | Aston Martin-Mercedes     | 17     | +44,439     | 10    |        | 8            |
| 9                                                                  | 63  | George Russell     | Williams-Mercedes         | 17     | +46,652     | 8     |        | 12           |
| 10                                                                 | 31  | Esteban Ocon       | Alpine-Renault            | 17     | +47,395     | 13    |        | 9            |
| 11                                                                 | 55  | Carlos Sainz Jr.   | Ferrari                   | 17     | +47,798     | 9     |        | 10           |
| 12                                                                 | 10  | Pierre Gasly       | AlphaTauri-Honda          | 17     | +48,763     | 12    |        | 11           |
| 13                                                                 | 7   | Kimi Räikkönen     | Alfa Romeo Racing-Ferrari | 17     | +50,677     | 17    |        | 13           |
| 14                                                                 | 18  | Lance Stroll       | Aston Martin-Mercedes     | 17     | +52,179     | 15    |        | 14           |
| 15                                                                 | 99  | Antonio Giovinazzi | Alfa Romeo Racing-Ferrari | 17     | +53,225     | 14    |        | 15           |
| 16                                                                 | 22  | Yuki Tsunoda       | AlphaTauri-Honda          | 17     | +53,567     | 16    |        | 16           |
| 17                                                                 | 6   | Nicholas Latifi    | Williams-Mercedes         | 17     | +55,162     | 18    |        | 17           |
| 18                                                                 | 47  | Mick Schumacher    | Haas-Ferrari              | 17     | +1:08,213   | 19    |        | 18           |
| 19                                                                 | 9   | Nikita Mazepin     | Haas-Ferrari              | 17     | +1:17,648   | 20    |        | 19           |
| 20                                                                 | 11  | Sergio Pérez       | Red Bull Racing-Honda     | 16     | Vibrații    | 5     |        | PL           |
| Cel mai rapid tur: Lewis Hamilton (Mercedes) – 1:29,937 (turul 17) |     |                    |                           |        |             |       |        |              |
| Sursa:                                                             |     |                    |                           |        |             |       |        |              |

Note
- ^1 – George Russell a primit o penalizare de trei locuri pe grilă pentru că a provocat o coliziune cu Carlos Sainz Jr..[5]
- ^2 – Sergio Pérez a fost clasificat întrucât a parcurs mai mult de 90% din distanța sprintului.[3] El urma să înceapă cursa din spatele grilei pentru că și-a depășit cota de elemente ale unității de putere. Acest lucru nu a făcut nicio diferență, deoarece el trebuia să plece deja de pe ultimul loc. Apoi, a trebuit să înceapă cursa de pe linia boxelor pentru o modificare a aripii spate și a setării suspensiei în parcul închis.[6]

## Cursa
| Poz.                                                                          | Nr. | Pilot              | Constructor               | Tururi | Timp/Retras    | Puncte |
| ----------------------------------------------------------------------------- | --- | ------------------ | ------------------------- | ------ | -------------- | ------ |
| 1                                                                             | 44  | Lewis Hamilton     | Mercedes                  | 52     | 1:58:23,284    | 25     |
| 2                                                                             | 16  | Charles Leclerc    | Ferrari                   | 52     | +3,871         | 18     |
| 3                                                                             | 77  | Valtteri Bottas    | Mercedes                  | 52     | +11,125        | 15     |
| 4                                                                             | 4   | Lando Norris       | McLaren-Mercedes          | 52     | +28,573        | 12     |
| 5                                                                             | 3   | Daniel Ricciardo   | McLaren-Mercedes          | 52     | +42,624        | 10     |
| 6                                                                             | 55  | Carlos Sainz Jr.   | Ferrari                   | 52     | +43,454        | 8      |
| 7                                                                             | 14  | Fernando Alonso    | Alpine-Renault            | 52     | +1:12,093      | 6      |
| 8                                                                             | 18  | Lance Stroll       | Aston Martin-Mercedes     | 52     | +1:14,289      | 4      |
| 9                                                                             | 31  | Esteban Ocon       | Alpine-Renault            | 52     | +1:16,162      | 2      |
| 10                                                                            | 22  | Yuki Tsunoda       | AlphaTauri-Honda          | 52     | +1:22,065      | 1      |
| 11                                                                            | 10  | Pierre Gasly       | AlphaTauri-Honda          | 52     | +1:25,327      |        |
| 12                                                                            | 63  | George Russell     | Williams-Mercedes         | 51     | +1 tur         |        |
| 13                                                                            | 99  | Antonio Giovinazzi | Alfa Romeo Racing-Ferrari | 51     | +1 tur         |        |
| 14                                                                            | 6   | Nicholas Latifi    | Williams-Mercedes         | 51     | +1 tur         |        |
| 15                                                                            | 7   | Kimi Räikkönen     | Alfa Romeo Racing-Ferrari | 51     | +1 tur         |        |
| 16                                                                            | 11  | Sergio Pérez       | Red Bull Racing-Honda     | 51     | +1 tur         |        |
| 17                                                                            | 9   | Nikita Mazepin     | Haas-Ferrari              | 51     | +1 tur         |        |
| 18                                                                            | 47  | Mick Schumacher    | Haas-Ferrari              | 51     | +1 tur         |        |
| Ab                                                                            | 5   | Sebastian Vettel   | Aston Martin-Mercedes     | 40     | Supraîncălzire |        |
| Ab                                                                            | 33  | Max Verstappen     | Red Bull Racing-Honda     | 0      | Accident       |        |
| Cel mai rapid tur: Sergio Pérez (Red Bull Racing-Honda) – 1:28,617 (turul 50) |     |                    |                           |        |                |        |
| Sursa:                                                                        |     |                    |                           |        |                |        |

| Loc    | 1  | 2  | 3  | 4  | 5  | 6 | 7 | 8 | 9 | 10 | CMRT |
| Puncte | 25 | 18 | 15 | 12 | 10 | 8 | 6 | 4 | 2 | 1  | 1    |

## Clasamentele campionatelor după cursă
|        | Poz. | Pilot           | Puncte |
| ------ | ---- | --------------- | ------ |
|        | 1    | Max Verstappen  | 185    |
|        | 2    | Lewis Hamilton  | 177    |
| 1      | 3    | Lando Norris    | 113    |
| 1      | 4    | Valtteri Bottas | 108    |
| 2      | 5    | Sergio Pérez    | 104    |
| Sursa: |      |                 |        |

|        | Poz. | Constructor           | Puncte |
| ------ | ---- | --------------------- | ------ |
|        | 1    | Red Bull Racing-Honda | 289    |
|        | 2    | Mercedes              | 285    |
|        | 3    | McLaren-Mercedes      | 163    |
|        | 4    | Ferrari               | 148    |
|        | 5    | AlphaTauri-Honda      | 49     |
| Sursa: |      |                       |        |

- Notă: Doar primele cinci locuri sunt prezentate în ambele clasamente.